# 실라오 말로
실라오 말로(Silao Malo)는 사모아 축구 국가대표팀과 키위 FC에서 활동하고 있는 사모아 축구 선수이다.

## 경력

### 클럽 경력
2013년까지 키위 FC에서 활동한 말로는 2013-14 시즌을 앞두고 2013년 7월 1일 루프 올레 소아가로 이적했다. 2014-15 시즌에 그는 OFC 챔피언스리그 2014-15 예선 라운드 득점왕을 차지하였고, 루프 올레 소아가의 우승을 이끌었다. 2016년 1월 1일, 바이모소 SC로 이적했는데, 4월 1일에 키위 FC로 한 달간 긴급 임대된 후 5월 1일 다시 바이모소 SC로 복귀했다. 2018년 7월 1일 다시 키위 FC로 돌아온 그는 2019 OFC 챔피언스리그에 출전하였다.

### 국가대표 경력
2011년 11월 26일에 말로는 OFC 네이션스컵 예선전에서 아메리칸사모아를 상대로 결승골이자 본인의 첫 골을 기록하였다.
 또한 말로는 2012년 OFC 네이션스컵 조별 리그에서 타히티를 상대로 1-10으로 패했을 때 사모아의 유일한 득점 선수였고, 이 득점은 사모아 축구 국가대표팀 역사상 OFC 네이션스컵에서의 첫 득점이 되었다. 다음 상대인 바누아투와의 경기에서 말로는 페널티킥을 얻어 냈지만, 세테파노가 득점에 실패하였다. 지금까지 사모아 국가대표로 나서 12경기 출장, 2득점을 기록하였다.

## 국제 경기 득점
| # | 날짜             | 경기장                                        | 상대국         | 득점 당시 점수 | 최종 점수 | 비고                                    |
| - | ---------------- | --------------------------------------------- | -------------- | -------------- | --------- | --------------------------------------- |
| 1 | 2011년 11월 26일 | 톨리아포아 J. S. 블라터 사커 스타디움, 아피아 | 아메리칸사모아 | 1-0            | 1-0       | 2014년 FIFA 월드컵 오세아니아 지역 예선 |
| 2 | 2012년 6월 1일   | 로손 타마 스타디움, 호니아라                  | 타히티         | 1-6            | 1-10      | 2012년 OFC 네이션스컵                   |

출처: Transfermarkt